# Melhor seleção de rugby sevens do mundo pela IRB
O IRB International Sevens Team of the Year era um prêmio anual, criado em 2002 e que foi entregue pela International Rugby Board (IRB) à melhor seleção de rugby sevens durante um ano em citação.

## Premiações
Seguem-se as seleções premiadas, ano a ano:
- 2002:  - Seleção Neozelandesa de Rugby Sevens
- 2003:  - Seleção Neozelandesa de Rugby Sevens
- 2004:  - Seleção Neozelandesa de Rugby Sevens
- 2005:  - Seleção Fijiana de Rugby Sevens
- 2006:  - Seleção Fijiana de Rugby Sevens
- 2007:  - Seleção Neozelandesa de Rugby Sevens
- 2008:  - Seleção Neozelandesa de Rugby Sevens

## Ligação externa
- Site oficial do World Rugby (em inglês)